# Eduardo Víctor Haedo
Eduardo Víctor Haedo (Mercedes, 28 luglio 1891 – Punta del Este, 15 novembre 1970) è stato un politico uruguaiano.
È stato Presidente del Consejo Nacional de Gobierno (carica che sostituì quella della Presidenza della Repubblica) dal 1º marzo 1961 al 1º marzo 1962.